# São Simão (São Paulo)
São Simão est une municipalité brésilienne de l'État de São Paulo et la Microrégion de Ribeirão Preto.